# Gallinaro
Gallinaro is een gemeente in de Italiaanse provincie Frosinone (regio Latium) en telt 1251 inwoners (31-12-2004). De oppervlakte bedraagt 17,6 km², de bevolkingsdichtheid is 72 inwoners per km².

## Demografie
Gallinaro telt ongeveer 549 huishoudens. Het aantal inwoners steeg in de periode 1991-2001 met 5,3% volgens cijfers uit de tienjaarlijkse volkstellingen van ISTAT.
| Jaar | Inwoneraantal |
| ---- | ------------- |
| 1991 | 1159          |
| 2001 | 1221          |

## Geografie
De gemeente ligt op ongeveer 558 m boven zeeniveau.
Gallinaro grenst aan de volgende gemeenten: Alvito, Atina, Picinisco, San Donato Val di Comino, Settefrati.